# サードムーン
サードムーン (ThirdMoon)は、オーストリア・リンツのメロディックデスメタルバンド。バンド名が、たびたびThird Moonと書かれることがあるが、オフィシャルサイトなどでは、基本的に一続きで綴られている。

## 略歴
1994年にオーストリア北部の都市リンツで結成される。結成当初のメンバーは、ヴォルフガング・ロトバウアー (Vo、Lead G)、マルクス・ミーズバウアー (B、Syn)、マグズ・ミラン・ペヤック (Ds)の3名であった。結成当初のメンバー3人は結成時点で別バンドで活動しており、サードムーンはサイドプロジェクト的な色合いもあった。1997年にオーストリアのインディーズレーベル、CCPレコードから、1stアルバム『Grotesque Autumnal Weepings』をリリースしデビューする。リリース後、セカンドギタリストとしてフランス出身のマティアス・ラレード (Rhythm G)が加入した。その後、ナパーム・レコードに移籍。1999年に2ndアルバム『Aquis Submersus』をリリース。リリース後、結成時のメンバーであったマグズ・ミラン・ペヤックが脱退し、ヨハネス・ユングライトメイアー (Ds)が加入。2000年に3rdアルバム『Bloodforsaken』をリリース。同アルバムは、日本でベル・アンティークから輸入盤に帯・解説付きの仕様で日本盤がリリースされた。
3rdアルバムリリース後、ベーシストのマルクス・ミーズバウアーが脱退。しかしベーシストの補充は行われず、セッションメンバーによって活動を継続する。FMレコードに移籍して、2004年に4thアルバム『Sworn Enemy: Heaven』をリリース。ヨハネス・ユングライトメイアーが脱退し、マーティン・ツェラー (Ds)が加入。更に3人目のギタリストにドミニク・ゼバスティアン (Lead G)も加入する。メインテイン・レコードに移籍して2007年に5thアルバム『Dimorphic Cynosure』をリリースする。リリース後、マティア・ラレード、マーティン・ツェラーが脱退。ヨハネス・ユングライトメイアー (Ds)が再加入した。
その後、長らく音沙汰の無い時期が続き活動休止状態にあったが、2018年になって11年ぶりの新アルバム『Terrarum Exuviae』をリリースした。また、この時期にベーシストのケヴィン・クフルマイアー (B)が加入した。

## メンバー

### 現メンバー
- ヴォルフガング・ロトバウアー (Wolfgang Rothbauer) - ボーカル、ギター

エデンブリッジ、ディスビリーフなどで活動。
- ドミニク・ゼバスティアン (Dominik Sebastian) - リードギター
- ケヴィン・クフルマイアー (Kevin Kuchlmayr) - ベース
- ヨハネス・ユングライトメイアー (Johannes Jungreithmeier) - ドラムス

### 旧メンバー
- マティアス・ラレード (Matias Larrede) - リズムギター
- マルクス・ミーズバウアー (Markus Miesbauer) - ベース、シンセサイザー
- マグズ・ミラン・ペヤック (Magus Milan Pejak) - ドラムス
- マルティン・ツェラー (Martin Zeller) - ドラムス

### セッションメンバー
- ドミニク・ヒンディガー  (Dominik Hindiger) - ソロギター
4thアルバム『Sworn Enemy: Heaven』に参加。
- アレックス・ヒンターバーガー (Alex Hinterberger) - リズムギター
ライブに参加。
- ロベルト・ボグナー  (Robert Bogner) - キーボード
4thアルバム『Sworn Enemy: Heaven』に参加。
- シモン・エラー  (Simon Öller) - ベース、キーボード
4thアルバム『Sworn Enemy: Heaven』にキーボーディストとして参加。5thアルバム『Dimorphic Cynosure』には、ベーシストとして参加。
- マニュエル・バウアー  (Manuel Bauer) - ベース
4thアルバム『Sworn Enemy: Heaven』に参加。
- フィリップ・エッカーシュトーファー (Philipp Eckerstorfer) - ベース
5thアルバム『Dimorphic Cynosure』、ライブにセッションベーシストとして参加。
- ガーノット・フロリッヒ (Garnot Frörich) - ピアノ
5thアルバム『Dimorphic Cynosure』に参加。
- ドミニク・ホファー (Dominik Hofer) - ドラム
ライブに参加。
- フランツ・ローヒンガー (Franz Löchinger) - ドラム
ライブに参加。

## ディスコグラフィー
- 1997年 Grotesque Autumnal Weepings
- 1999年 Aquis Submersus
- 2000年 Bloodforsaken
- 2004年 Sworn Enemy: Heaven
- 2007年 Dimorphic Cynosure
- 2018年 Terrarum Exuviae